# Dabas
Dabas [dabaš], (německy Dabotz) je město v Maďarsku v župě Pest, nacházející se asi 17 km jihovýchodně od Budapešti. Je správním střediskem stejnojmenného okresu. V roce 2018 zde žilo 17 023 obyvatel.

## Historie
Dabas existoval nejspíše již v 13. století, pravděpodobně byl zničen během tatarského vpádu. V roce 1270 je obec poprvé připomínána v písemných zdrojích. Roku 1597 jej vyplenili během svého postupu z jihovýchodní Evropy do Uher Turci. Na počátku 18. století byl Dabas znovuosídlen maďarskými a slovenskými kolonisty. Od roku 1895 má železniční spojení s Budapeští. Původně zde existovaly dvě části obce: Hodní a Dolní Dabas, ty byly nakonec spojeny do jednoho správního celku. V 60. letech 20. století byly postaveny nové úřední budovy, do kterých se přestěhovala radnice a další úřady. Roku 1966 se k Dabasu připojily obce  Sári a Gyón. Původně jen obec získala statut města v roce 1989.

## Obyvatelstvo
Podle statistik z roku 2011 zde žije 89 % Maďarů, 7,1 % Slováků, 2 % Romů, 0,7 % Němců a 0,5 % Rumunů. Město je jedním ze sídel s přítomnou slovenskou menšinou, která se hlásí většinou k evangelické církvi. Vzhledem k blízkosti maďarské metropole Budapešti je vlivem procesu suburbanizace trend změny počtu obyvatel dlouhodobě rostoucí.

## Ekonomika
V Dabasu se nachází menší tiskárna a v jeho blízkosti také průmyslová zóna.

## Doprava
Poblíže Dabasu se nacházejí města Örkény a Újhartyán. Pomocí silnic 5 a 5202 se lze z Monoru dostat i do obcí Alsónémedi, Bugyi, Hernád a Tatárszentgyörgy. Severně od Dabasu prochází dálnice M5 z Budapešti do Kecskemétu, v jejím sledu poté vede i železniční trať. Na jižním okraji města prochází kanál Dunaj-Tisa.

## Osobnosti
Z Dabasu byl otec Lájose Kossutha, László. 